# لاله سیاه (فیلم ۲۰۱۰)
«لاله سیاه» (انگلیسی: The Black Tulip) یک فیلم است به کارگردانی سونیا ناصری کول که در سال ۲۰۱۰ منتشر شد. از بازیگران آن می‌توان به جک اسکالیا اشاره کرد.